# Alois Riegl

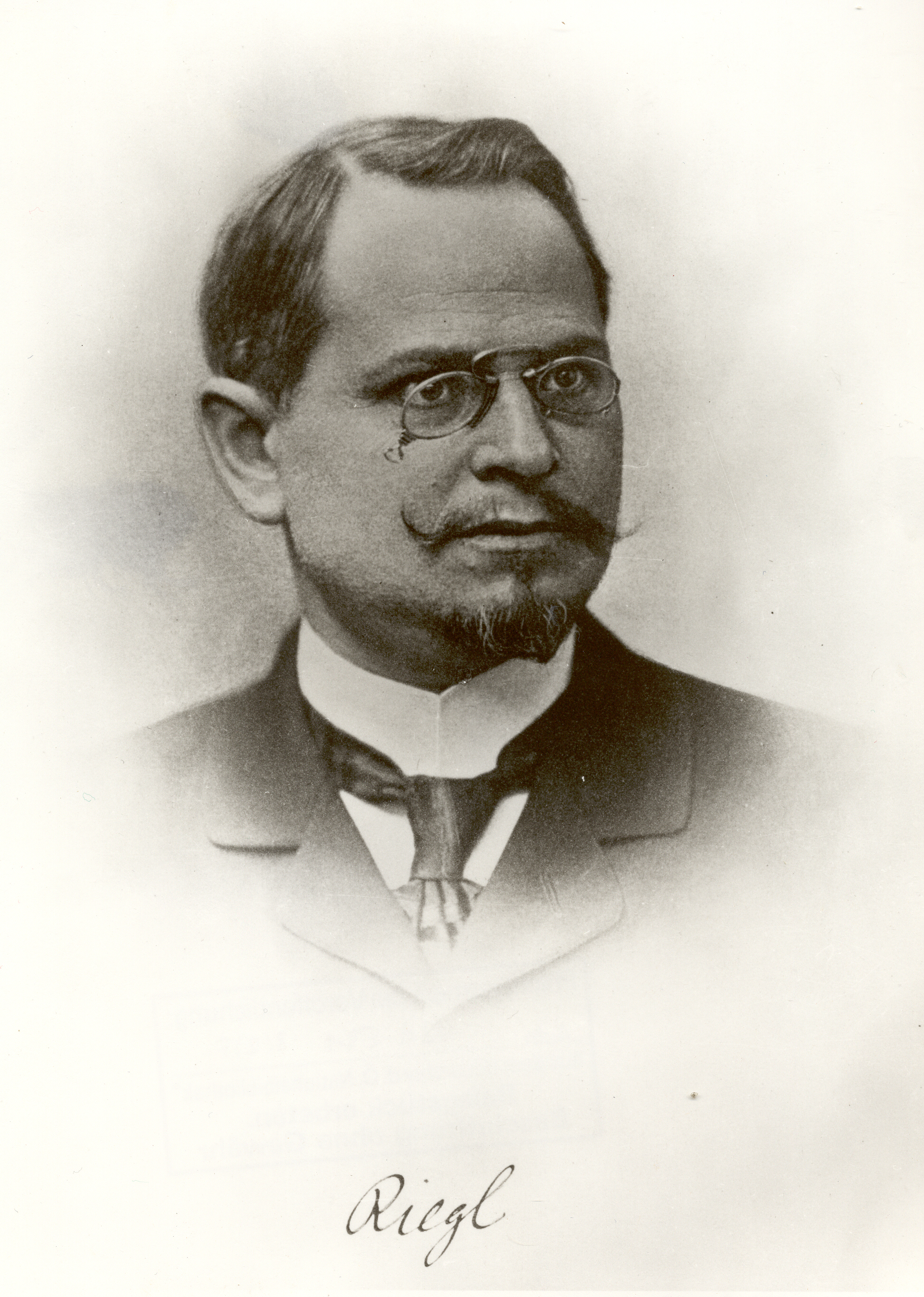
Alois Riegl, Aufnahme von ca. 1890

Alois Riegl (* 14. Januar 1858 in Linz; † 17. Juni 1905 in Wien) war ein österreichischer Kunsthistoriker, Denkmalpfleger und Vertreter der Wiener Schule der Kunstgeschichte.

## Leben
1894 wurde er außerordentlicher, 1897 ordentlicher Professor für Kunstgeschichte an der Universität Wien. 1902 bis 1905 war Riegl neben seiner Professur Generalkonservator der Zentralkommission für die Erforschung und Erhaltung der Kunst- und historischen Denkmale. Seine mehrjährige Bemühungen um ein österreichisches Denkmalschutzgesetz waren wenig erfolgreich, wiewohl er den Bedenken privater Denkmalbesitzer (Adel, Kirche) gegenüber den drohenden finanziellen Belastungen weitgehend entgegenzukommen bereit war. Er wurde auf dem Wiener Zentralfriedhof in einem ehrenhalber gewidmeten Grab bestattet.

## Wirken
Kunsttheorie
Alois Riegl prägte für die Kunsttheorie den einflussreichen Begriff des Kunstwollens als definierende Kraft einer Stilepoche. Er wendete sich gegen eine an Werteurteilen orientierte Kunstgeschichtsschreibung und betonte die Bedeutung der damals als „Verfallszeiten“ geltenden Epochen (Spätantike). Seiner Ansicht nach ist die antike Kunst Ausgangspunkt sowohl der frühmittelalterlichen wie auch der orientalischen Kunst.
- Siehe auch Formalismus (Kunstgeschichte)#Alois Riegl.

Denkmalpflege
Einflussreich wurden auch Riegls Konzepte in Sachen Denkmalschutz. Ähnlich Georg Dehio in Deutschland plädierte Riegl gegen die im 19. Jahrhundert verbreitete „Perfektionierung“ und den purifizierenden Weiterbau historischer Bauwerke (etwa gotischer Kirchen). Zum Unterschied von Dehios eher national geprägter Denkmalsicht vertrat Riegl aber einen supranational und universalistisch geprägten Denkmalbegriff, dessen Kern der Alterswert darstellt. (Riegls ideelles Wertesystem unterschied Gegenwartswerte und Erinnerungswerte. Zu den Gegenwartswerten zählte er den Gebrauchswert und den relativen Kunstwert, zu den Erinnerungswerten den historischen Wert und den von ihm besonders hervorgehobenen Alterswert.) Riegl wandte sich unter anderem im Falle des Diokletianspalastes in Split gegen eine Herausschälung des antiken Monuments und die Beseitigung der späteren ebenfalls schon historisch gewordenen Zubauten.

## Ehrungen
- 1899: korrespondierendes Mitglied des Deutschen Archäologischen Instituts
- 1901: ordentliches Mitglied des Österreichischen Archäologischen Instituts
- 1902: korrespondierendes Mitglied der Wiener Akademie der Wissenschaften

Im Jahr 1954 wurde in Wien-Floridsdorf (21. Bezirk) die Rieglgasse nach ihm benannt.

## Veröffentlichungen (Auswahl)
- Altorientalische Teppiche. Leipzig 1892. Reprint Mäander Kunstverlag, Mittenwald 1979. Mit einer bibliographischen Einführung von Ulrike Besch. ISBN 3-88219-090-6.
- Stilfragen. Grundlegungen zu einer Geschichte der Ornamentik. Berlin 1893 (Digitalisat und Volltext im Deutschen Textarchiv).
- Volkskunst, Hausfleiß und Hausindustrie. Berlin 1894. Reprint Mittenwald, Mäander Kunstverlag, 1978 mit einem Nachwort von Mohammed Rassem. ISBN 3-88219-065-5.
- Die spätrömische Kunst-Industrie nach den Funden in Österreich-Ungarn im Zusammenhange mit der Gesamtentwicklung der Bildenden Künste bei den Mittelmeervölkern. Wien 1901 (Digitalisat).
- Das holländische Gruppenporträt. Österreichische Staatsdruckerei, Wien 1902 (Digitalisat).
- Der moderne Denkmalkultus. Sein Wesen und seine Entstehung. Braumüller, Wien/Leipzig 1903 (Digitalisat).
  - Französische Übersetzung: Le culte moderne des monuments. Sa nature, son origine. Trad. et présenté par Jacques Boulet (= In Extenso. Band 3). École d’Architecture, Paris-Villemin 1984, ISBN 2-905222-02-6. Neuauflage: L’Harmattan, Paris 2003, ISBN 2-7475-5127-X.
  - Französische Übersetzung: Le culte moderne des monuments. Son essence et sa genèse. Trad. de l’allemand par Daniel Wieczorek. Éditions du Seuil, Paris 1984, ISBN 2-02-006821-4.
  - Englische Übersetzung: The modern cult of monuments: its character and origin. Tr. Kurt W. Forster, D. Ghirardo. In: Oppositions. Band 25, 1982, ISSN 0094-5676, S. 21–50.
  - Italienische Übersetzung: Il culto moderno dei monumenti. Il suo carattere e i suoi inizi. Tr.: Sandro Scarrocchia (= Rapporti della Soprintendenza per i beni artistici e storici per le province di Bologna, Ferrara, Forlì e Ravenna. Band 50). Nuova Alfa, Bologna 1985.
  - Spanische Übersetzung: El culto moderno a los monumentos. Caracteres y origen. Traducción de Ana Pérez López (= La balsa de la Medusa. Band 7). Visor, Madrid 1987, ISBN 978-84-7774-001-8.
  - Spanische Übersetzung: El culto moderno de los monumentos, su carácter y sus orígenes. 1 ed. antológica y comentada en español por Aurora Arjones Fernández. Junta de Andalucía; Consejería de Cultura, Sevilla 2007, ISBN 978-84-8266-728-7.
  - Tschechische Übersetzung: Moderní památková péce; [prelozeno z nemeckých originálů. Ivo Hlobil; Ivan Kruis. Prekl. Ivo Hlobil; Tomás Hlobil. Národní Památkový Ústav. Ed. a red.: Ivo Hlobil; Ivan Kruis. Prekl.: Ivo Hlobil; Tomás Hlobil. Národní Památkový Ústav]. Národní Památkový Ústav, Ústrední Pracoviste, Prag 2003, ISBN 80-86234-34-7 (Übersetzung von Neue Strömungen in der Denkmalpflege und Der moderne Denkmalkultus).
- Die Entstehung der Barockkunst in Rom. Akademische Vorlesungen … . Wien 1908. Mäander Verlag, München 1987, ISBN 3-88219-370-0.
- Gesammelte Aufsätze. Herausgegeben von Karl M. Swoboda. Filser, Augsburg/München 1929.
- Historische Grammatik der bildenden Künste. Aus dem Nachlass herausgegeben von Karl M. Swoboda und Otto Pächt. Graz 1966; Nachdruck Mimesis Verlag, Sesto San Giovanni 2017, mit einer Einführung von Andrea Pinotti.